# Åsby
För andra betydelser, se Åsby (olika betydelser).
Åsby, ofta benämnt Derome, är en tätort i Varbergs kommun i Hallands län och kyrkbyn i Ås socken, belägen vid riksväg 41 Varberg-Borås, cirka 15 kilometer nordnordost om centralorten Varberg. Riksväg 41 korsas här av vägen Åskloster-Sällstorp-Grimmared. Ås kyrka ligger här.

## Historia

### Etymologi
Att efterledet ome i Derome betyder ’hem’ eller ’boning’ är klarlagt. Förledet Der har tolkats som antingen ”diger” eller ”(hjort)djur” (jämför engelska deer), varför det ursprungliga namnet kan ha betytt ungefär ’Hjortarnas boning’, vilket Deromeskolan tagit fasta på och lagt in en hjort i sitt emblem. Att platsen varit bebyggd sedan urminnes tider vittnar de fornfynd om, som på senare år upptäckts i närheten av kyrkan.

### Skatmossen
Skatmossen är en 13 000 år gammal stenåldersboplats som upptäckts vid Åsby. Arkeologer har funnit flintstycken som nötts runda av vatten. Åsby ligger 65 meter över vattennivån, men för 13 000 år sedan gick kustlinjen här. På detta sätt har man kunnat datera boplatsen. Detta flyttar också gränsen för hur länge människor uppehållit sig i Halland längre tillbaka i tiden.

### Befolkningsutveckling
| Befolkningsutvecklingen i Åsby 1975–2020 | Befolkningsutvecklingen i Åsby 1975–2020 | Befolkningsutvecklingen i Åsby 1975–2020 | Befolkningsutvecklingen i Åsby 1975–2020 | Befolkningsutvecklingen i Åsby 1975–2020 |
| ---------------------------------------- | ---------------------------------------- | ---------------------------------------- | ---------------------------------------- | ---------------------------------------- |
|                                          |                                          |                                          |                                          |                                          |
| År                                       |                                          |                                          | Folkmängd                                | Areal (ha)                               |
| 1975                                     | 1975                                     |                                          | 232                                      |                                          |
| 1980                                     | 1980                                     |                                          | 288                                      |                                          |
| 1990                                     | 1990                                     |                                          | 404                                      | 56                                       |
| 1995                                     | 1995                                     |                                          | 467                                      | 60                                       |
| 2000                                     | 2000                                     |                                          | 461                                      | 60                                       |
| 2005                                     | 2005                                     |                                          | 429                                      | 60                                       |
| 2010                                     | 2010                                     |                                          | 423                                      | 64                                       |
| 2015                                     | 2015                                     |                                          | 409                                      | 80                                       |
| 2020                                     | 2020                                     |                                          | 510                                      | 104                                      |
| Anm.: Ny tätort 1975                     |                                          |                                          |                                          |                                          |

## Samhället

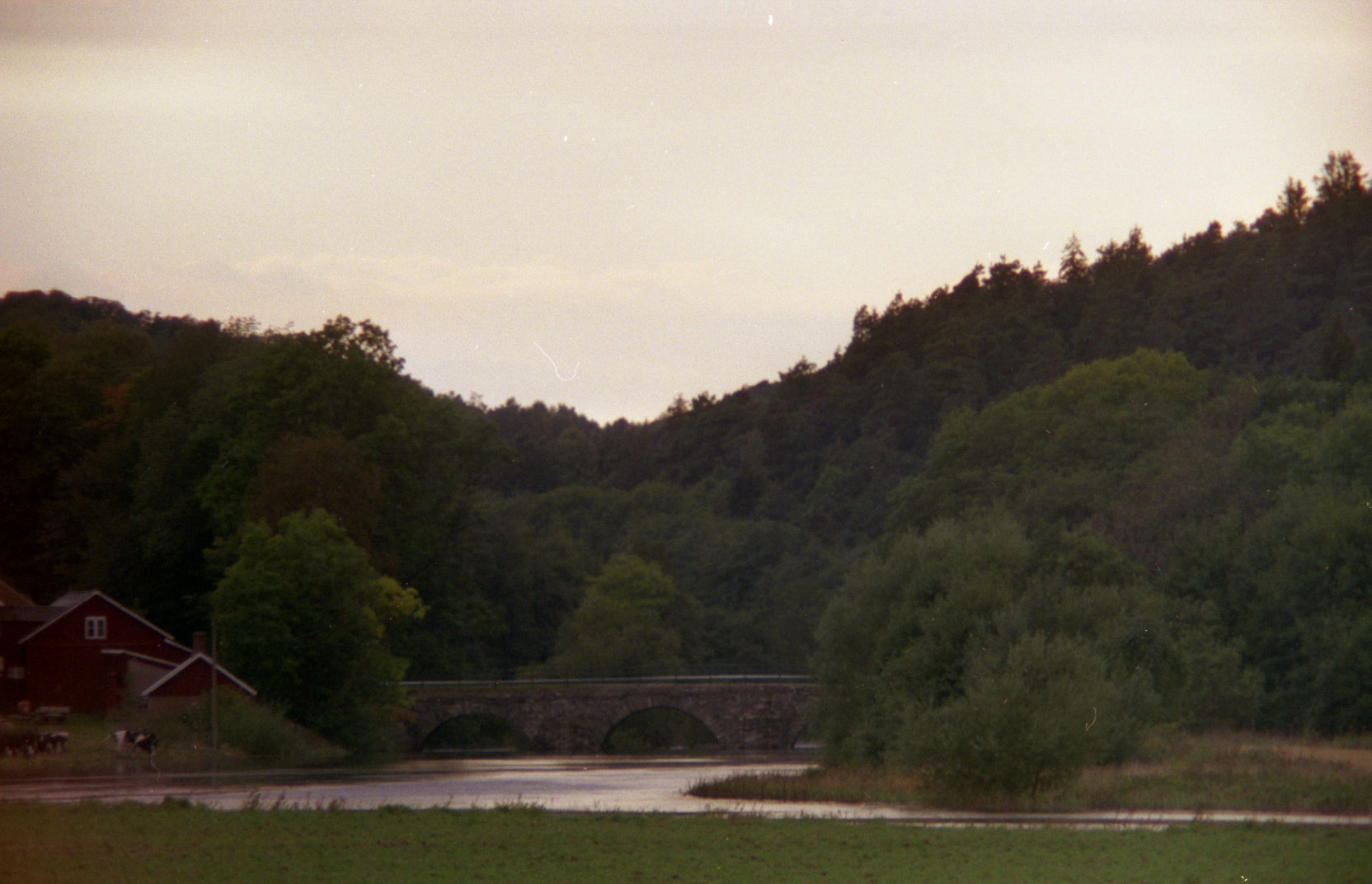
Gamla Åsbro över Viskan.

Platsen är oftast omnämnd som Derome och delas av Viskadalsbanan i östra och västra Derome. Här vänder ån Viskan mot väster och forsar under den sevärda bron vid Åsbro mot utloppet i Kattegatt, cirka 5 km bort. Intill bron ligger den gamla gästgivargården, som minner om vägens tidigare sträckning.
En ännu äldre vägsträckning – eller hålväg – med anor kanske ända från bronsåldern, går att finna uppe på höjdryggen mellan Veddige och Åsbro. Därefter har den korsat Viskan i ett vad strax nedströms Åsbro för att därefter letat sig på skrå uppför slänten nedanför Derome såg.
Åsby/Derome kännetecknas av stora höjdskillnader, från Ås kyrka på höjden till den vida slätten, som är en utvidgning av Viskans dalgång.
Derome AB med sina trä- och byggföretag är ortens största arbetsgivare, att Derome också har ett Trämuseum är ingen tillfällighet. Vid riksväg 41 finns Eklöws ICA, pizzeria, bensinstation, loppmarknad med mera, liksom en hållplats på Viskadalsbanan. Här ligger också den nya idrottsplatsen Dersbovallen, som sedan 2003 är hemmaarena för Derome BK med verksamhet på herr-, dam- och ungdomssidan.
I Derome ligger även en grundskola med årskurserna F-klass till åk 3. Efter 3:e klass omplaceras eleverna till F-åk9 Vidhögeskolan i grannorten Veddige. I Derome ligger dessutom en förskola.